# 斯旺森冰川
斯旺森冰川（英語：Swanson Glacier），是南極洲的冰川，位於維多利亞地的彭內爾海岸，處於烏薩爾普山脈地區，全長17公里，流經丹尼爾斯山脈東坡，美國地質調查局根據測量和該國海軍的空中照片繪入地圖，現時由南極條約體系管理。
 本条目引用的公有领域材料来自美国地质调查局的文档 《斯旺森冰川》 （資料來自地名信息系统）。